# Бішаул-Унгарово
Бішау́л-Унга́рово (рос. Бишаул-Унгарово, башк. Бишауыл-Уңгар) — присілок у складі Кармаскалинського району Башкортостану, Росія. Входить до складу Савалеєвської сільської ради.
Населення — 573 особи (2010; 672 в 2002).
Національний склад:
- башкири — 49 %
- татари — 48 %